# Calligrapha
Genre
Le genre Calligrapha regroupe plus de 80 espèces de coléoptères de la famille des Chrysomelidae, des insectes phytophages originaires des régions tempérées des Amériques qui se nourrissent de nombreuses espèces d'arbres et arbrisseaux. Ils sont couramment appelés calligraphes, en raison des motifs qui ornent leurs élytres.

## Description
Ce sont de jolis insectes au corps généralement trapu, d'une livrée variant du blanc à ivoire à beige clair, aux élytres ornés de motifs vivement colorés ou de larges taches, parfois maculés de nombreux points et quelques macules. Leur pronotum est nettement plus large que long, fort bombé en sa partie centrale et au tégument finement ponctué. Leur scutellum est triangulaire et très réduit. Leurs élytres forment souvent un dôme, la pointe apicale quelque peu allongée et arrondie, la base presque cunéiforme.

## Alimentation
Ils s'alimentent surtout des genres Alnus, Betula, Cornus, Populus, Salix et Ulmus.

## Espèces
Le genre Calligrapha regroupe plus de 80 espèces, dont :
- Calligrapha alni (Brown)
- Calligrapha alnicola (Brown)
- Calligrapha amator (Newman, 1840)
- Calligrapha bidenticola (Brown, 1945)
- Calligrapha californica corepsivora (Brown)
- Calligrapha confluens (Schaeffer)
- Calligrapha dislocata (Rogers, 1856)
- Calligrapha ignota (Brown, 1940)
- Calligrapha multipunctata (Say, 1824)
- Calligrapha philadelphica (Linnaeus, 1758)
- Calligrapha rowena (Knab)
- Calligrapha scalaris (LeConte, 1824)
- Calligrapha spiraeae (Say, 1826)
- Calligrapha suturella (Schaeffer, 1933)
- Calligrapha tiliae (Brown)
- Calligrapha verrucosa (Suffrian, 1858)
- Calligrapha vicina (Schaeffer, 1933)
- Calligrapha virginea (Brown)

## Liste d'espèces
Selon Catalogue of Life (29 août 2014) :
- Calligrapha alni
- Calligrapha alnicola
- Calligrapha amator
- Calligrapha amelia
- Calligrapha androwi
- Calligrapha apicalis
- Calligrapha bidenticola
- Calligrapha californica
- Calligrapha cephalanti
- Calligrapha confluens
- Calligrapha dislocata
- Calligrapha dolosa
- Calligrapha floridana
- Calligrapha fulvipes
- Calligrapha ignota
- Calligrapha incisa
- Calligrapha knabi
- Calligrapha lunata
- Calligrapha multiguttata
- Calligrapha multipunctata
- Calligrapha ostryae
- Calligrapha philadelphica
- Calligrapha pnirsa
- Calligrapha praecelsis
- Calligrapha pruni
- Calligrapha rhoda
- Calligrapha rowena
- Calligrapha scalaris
- Calligrapha serpentina
- Calligrapha sigmoidea
- Calligrapha spiraeae
- Calligrapha sylvia
- Calligrapha tiliae
- Calligrapha verrucosa
- Calligrapha vicina
- Calligrapha virginea
- Calligrapha wickhami